# Хушкадам аз-Загір
Аз-Загір Сайф ад-Дін Хушкадам (араб. الظاهر سيف الدين خشقدم; 1413 — 9 жовтня 1467) — мамелюкський султан Єгипту з династії Бурджитів.

## Життєпис
Його предки ймовірно були греками були з Румського султанату, яких було продано до Єгипту. Народився близько 1413 року у Каїрі. Хушкадам був рабом, придбаним Шайхом аль-Муаядом, а пізніше служив у корпусі джамдарів (елітному підрозділі мамлюків). Зрештою, він став членом хушдасії (султанської гвардії) за правління Ахмада I. До 1446 року він досяг звання еміра десяти у Дамаску.
У 1448 році Хушкадам перебував у Сісі, де на його честь було відкрито мечеть. Пізніше, у 1450 році, він став головою військового двору в Каїрі та з 1456 року служив амір джандаром (на кшталт військового міністра) за правління султана Інала, очолюючи похід 1457 року проти Караманідів.
25 лютого 1461 року після зречення Інала султаном стає Ахмада. 26 лютого помирає колишнеій султан. Через 4 місяці проти Ахмада II повстали мамелюки, які не бажали його панування. Натомість одним з претендентів був Джанім наїб (губернатор) Дамаску. Його підтримували мамлюки Захірити і мамлюки Муаядити. Але єгипетські мамлюки з кланів Насирітів та Ашрафітів підтримали Хушкадама, який захопив трон. 
Втім новий султан не зміг забезпечити міцну владу. Держава поринула в анархію, де боролися різні мамлюцькі угрупування. Але до 1464 зміг приборкати сирійських емірів. 1465 року втрутився у боротьбу за владу в бейліку Зулкадир, підтримавши Рустема проти його небіжа Шехсувар-бея, але останній здобув перемогу. Тоді султан відправив армію на чолі із Бердибеєм, наїбом Дамаску, але той у 1467 році ззанав поразки біля гори Турнадаг. Водночас держава Ак-Коюнлу і Османська імперія втрутилися у боротьбу за владу в бейліку Караман. Ці події засвідчили падіння авторитету Мамлюцького султанату серед тюркських бейліків східної Анатолії. 
У розпал цих подій 9 жовтня 1467 року Хушкадам помер від дизентерії, не назвавши наступника, що призвело до боротьби за владу між ворогуючими угрупованнями на чолі із емірами Більбеєм та Тимур-бугою.